# Hypsolebias virgulatus
Hypsolebias virgulatus é um peixe-anual (killifish) da família Rivulidae, endêmico do bioma Cerrado no Brasil. Foi descrito em 2006 a partir de exemplares coletados em poças temporárias próximas ao ribeirão Entre Rios, drenagem do rio Paracatu (bacia do São Francisco), município de Unaí, Minas Gerais.

## Descrição
Os machos atingem cerca de 3 cm de comprimento padrão e apresentam corpo delgado com faixas longitudinais irregulares azul-metálicas e alaranjadas; as fêmeas são mais discretas, de coloração castanho-acinzentada. A espécie exibe o dimorfismo sexual típico dos rivulídeos anuais e ausência de nadadeiras pélvicas.

## Distribuição e habitat
H. virgulatus é conhecido apenas da região-tipo e de poças sazonais vizinhas formadas na estação chuvosa sobre solos arenosos do Cerrado. Esses ambientes seccionam durante a seca, quando os embriões permanecem em diapausa no sedimento até o próximo ciclo chuvoso.

## Ecologia e ciclo de vida
Como outros peixes-anuais, completa seu ciclo de vida em ~6–8 meses. Alimenta-se de larvas de insetos aquáticos e microcrustáceos. A reprodução ocorre logo após o enchimento das poças; os ovos são depositados no substrato e resistem ao período de estiagem.

## Estado de conservação
A espécie é listada como Criticamente Ameaçada (CR) pela IUCN e pelo ICMBio, em razão da distribuição extremamente restrita (<10 km²) e da perda de habitat causada por expansão agropecuária, assoreamento e uso de agroquímicos.

## Ameaças e medidas de manejo
- Conversão de Cerrado nativo em pastagens e lavouras;
- Captação de água e fragmentação hidrográfica;
- Dispersão de peixes exóticos em tanques escavados.

Medidas recomendadas incluem: proteção legal das áreas úmidas temporárias, monitoramento populacional anual, criação de banco genético ex situ e inclusão em programas de educação ambiental locais.